# کوورسازی رسانه‌ای
یکی از روندهایی که در جهان سرمایه‌داری در مورد رسانه‌ها وجود داشته، کوورسازی رسانه‌ای یا تجمیع رسانه‌ای (Media conglomerate) است که بر اساس آن چندین رسانه توسط گروه‌های صاحب قدرت خریداری شده و به هم پیوست می‌شوند.
خطر کوورسازی رسانه‌ای می‌تواند این باشد که جامعه تک‌صدایی شود و رسانه‌های کوچک و مستقل کم‌کم با از دست دادن خریداران و سفارش‌دهندگان آگهی نابود شوند. این روند به‌طور خاص در کشورهای نظام سرمایه‌داری رایج است و قوانینی برای مقابله با آن تصویب شده‌است. به شرکت‌هایی که ترکیبی از چندین رسانه هستند ادغام‌شده‌های رسانه‌ای می‌گویند. بن باغدیکیان در کتاب خود با عنوان انحصار رسانه‌ها نشان می‌دهد که چگونه در یکصد سال گذشته تعداد رسانه‌های آمریکا کمتر و کمتر شده و مجتمع‌های رسانه‌ای به نحو وحشت آوری بزرگ و قدرتمند شده‌اند. روپرت مرداک مالک مجتمع‌های بزرگ رسانه‌ای یکی از بزرگ‌ترین متهمان ادغام رسانه‌ای شناخته می‌شود.

## کوور سازی
کوور سازی به ادغام بخش‌های پیش تر متمایز صنایع رسانه ای در یک تک شرکت چتری اشاره دارد. مانند شرکت والت دیزنی که زمانی صرفاً یک استودیوی سینمایی بوده اما از آن زمان تا کنون تبدیل به مجموعه ای از تلویزیون پخش گسترده کابلی، انتشار مجله، ضبط صوت، ضبط موسیقی و پخش رادیویی و انتشار کتاب و همچنین از قسمت‌هایی که به لحاظ سنتی به عنوان رسانه شناخته نمی‌شوند، مانند شهربازی و اسباب بازی فروشی پرداخته شده‌است.
پیش از دهه ۱۹۸۰ هر صنعت رسانه ای کاملاً متمایز و عموماً تحت تسلط یک انحصار چند قطبی کوچک متشکل از شرکت‌های بزرگ بود. این شرکت‌ها با سطح معینی از پایداری، افت و خیزهایی را تجربه می‌کردند و ریسک را با امید به اینکه خیزها باعث جبران زیان افت‌ها شوند و مدیریت می‌کردند. کوورسازها با افزودن دیگر انواع محصولات به شرکت باعث شد این ریسک بیشتر مدیریت شود.
کوورسازی رسانه‌ای می‌توانند مرکزهای سود خود را گوناگون کنند و ریسک را با ایجاد شبکه‌های چند رویهٔ شکتی سرشکن کنند؛ این شبکه‌ها شامل هلدینگ‌هایی در تولید و توزیع هستند و در گسترده وسیعی از خدمات رسانه و سرگرمی شامل فیلم، تلویزیون، مجله، کتاب، تیمهای ورزشی و شهربازی پخش شده‌اند. کوورها با این روش می‌توانند به وسیله پخش‌های بخش‌های کمتر موفق خود را به لحاظ مالی یاری دهند و هم می‌توانند ریسک کلی را با ترکیب کسب و کارهای رسانه ای با کسب و کار‌های غیر رسانه‌ای که ریسک کمتری دارند، کاهش دهند.

## تمرکز یا یکپارچه سازی مالکیت
تمرکز یا یکپارچه ساز ی، راهبرد صنعتی دیگری است که اغلب کنار کوور سازی مطرح می‌شود. دیوید هزموندهالگ در این باره گفته «تمرکز مالکیت به مالکیت به میزان واسطه بزرگ‌ترین کسب و کارها بریک بازار یا صنعت اشاره دارد».
از زمان رکود یزرگ، کسب و کارهای رسانه ای در آمریکا هم یکپارچه‌تر شده به عبارتی تعداد رقیبان کمتر شده وهم کوورسازی شده، چون تعداد کمی از مالکانی که صنعت را یکپارچه کرده‌اند و در عین حال گستردهٔ وسیعی از هلدینگ‌های رسانه ای و غیر رسانه ای را به شدت کوورسازی کرده‌اند. اغلب «کوور سازی» و «یکپارچه» با هم آمیخته می‌شوند، اما نگرانی بیشتر در مورد تغییر در الگوهای مالکیت در چند سال اخیر بیشتر بر یکپارچه سازی متمرکز شده‌اند، نه کوورسازی. یکپارچه سازی به صورت دقیق تری تمرکز در بسیاری از عملیات صنعت رسانه در دست تعداد اندکی از شرکت‌ها را توصیف می‌کند.
اغلب به یکپارچه سازی به عنوان یک تغییر جدید فکر می‌کنند که در زمانی پدید آمده که رکود بزرگ و سیاست‌های مقررات زدایی امکان یک پارچه سازی را در دهه ۱۹۸۰ ایجاد کرده و همین هم در مورد صنایع رسانه ای مثل رادیو و تلویزیون روی داد؛ اما تغییرات مشابه و هم عرض در مالکیت در صنعت روزنامه در آغاز سده بیستم هم روی داده بود.

## دو راهبرد
همان‌طور که گفته شد، کوورسازی و یکپارچه‌سازی مالکیت با قرار دادن تولید رسانه‌ای در درون شرکت‌های بزرگ و متنوع باعث موفقیت می‌شوند. کوورسازی دو راهبرد متفاوت دارد؛ ادغام عمودی و ادغام افقی.
- ادغام عمودی به معنای تلاش برای کنترل همهٔ مراحل ساخت کالای رسانه‌ای، از تولید تا توزیع و فروش است. برای مثال صنعت موسیقی از دهه ۱۹۹۰ به این سو به شدت تحت ادغام عمومی قرار گرفته‌است چون توزیع کنندگان عمدهٔ موسیقی توانسته‌اند شرکت‌های ضبط موسیقی را تولید و ضبط می‌کنند، شرکت‌هایی تولیدی که سی دی می‌زنند، و برون داده‌های خرده فروشی و آنلاین که مردم از آنان موسیقی می‌خرند را تملک کنند.[۸]
- ادغام افقی نیز شرکت‌های مختلف در یک سطح از زنجیرهٔ ارزش یا شرکت‌هایی که یک کار را انجام می‌دهند را در بر می‌گیرد؛ افراطی‌ترین نوع ادغام افقی هم «جایگاه انحصاری» یک صنعت است. همچنین این ادغام باعث حذف و تضعیف رقابت می‌شود و به شرکت‌ها اجازه می‌دهند تا قیمت را بالا برده.[۹] به‌طور نمونه یک شرکت که به صورت افقی در حال ادغام است ممکن است به دنبال خریدن استودیوهایی با تولید چندگانه باشد. ادغام افقی باعث حذف یا تضعیف رقابت می‌شود و به شرکت ادغام کننده امکان می‌دهد تا قیمت را بالاتر ببرد یا شرایط کنترل را سخت‌تر کند. توزیع خدمات کابلی و پهن باند نشان دهندهٔ ادغام افقی گسترده‌است.[۱۰]

## اقتصاد مقیاس و دامنه
منطق مهم کسب و کار در پشت کوور سازی و یکپارچه سازی، تمایل به استفاده ازاقتصاد مقایس است. اقتصاد مقایس برای رسانه‌ها اهمیت خاصی دارند. اقتصادهای مقیاس زمانی به دست می‌آیند که هزینهٔ متوسط یک کالا با افزایش برون داد کاهش یابد. اقتصاد مقایس توضیح در صنعت رسانه توضیح می‌دهد که چرا ما یک نظام تلویزیونی شبکه ای داریم. بسیاری از هستنده‌های که امروز در اینترنت محتوای رسانه ای توزیع می‌کنند به این نوع اقتصاد متکی هستند. آسانی و هزینه کم توزیع دیجیتال دسترسی به مخاطبان ملی و حتی بین‌المللی را ممکن کرده‌است. با چنین دسترسی، ذائقه‌های محدود مخاطبان را می‌توان به خوبی تبدیل به بازارهای تجاری موفق کرد.
علاوه بر اقتصاد مقیاس، صنایع رسانه ای یکپارچه می‌شوند تا از مزایای اقتصاد دامنه بهره‌مند شوند. اقتصادهای دامنه می‌گویند هزینه تولید با تولید گسترده وسیعی از محصولات کاهش می‌یابند؛ برخی کارآمدی‌های این اقتصاد عبارت است از، هزینه‌های طرح و توسعه مشترک برای چندین محصول و بهره گرفتن از کارزارهای مشترک یا مرتبط بازاریابی. سازمان اصلی استودیوهای سینمایی و شرکت‌های ضبط نشان دهنده ارزش اقتصاد مقیاس است؛ وقتی این سازمان‌ها چند فیلم می‌سازند کارآمدی بیشتری از زمانی که همین چند فیلم به وسیلهٔ چند شرکت مستقل ساخته شوند را نشان می‌دهند. کوورها می‌توانند از محبوبیت شخصیت‌ها، داستان‌ها و چیدان‌های خاص در چندین رسانه مختلف بهره بگیرند.

## غول‌های رسانه
قدرت انحصار نه تنها باعث می‌شود غول‌های رسانه ای نتواند کارکردهای گسترده همگانی خود را انجام بدهد، بلکه احتمالاً بدتر از آن، می‌تواند به این معنی باشد که رسانه‌ها توهم ساخت گسترده همگانی دموکراتیک در عین بمباران مردم با ایده‌ها و اطلاعات نادرست یا یک سویه را رواج می‌دهند. به خاطره همین نگرانی‌ها، جنبش‌های مختلف اصلاحات رسانه ای در سیاست‌های ملی و محلی به راه افتاده‌اند و گاهی هم موفق شده‌اند، تا سیاست‌هایی که طرفداران یکپارچه سازی رسانه هستند را متوقف یا برعکس کنند.
پس صنعت رسانه کوورسازی شده تر و یکپارچه‌تر شده‌است. بن بگدیکانویراست نخست کتاب انحصار نوین رسانه ای را با توصیف تکان دهنده از سطوح کوورسازی رسانه در دهه ۲۰۰۰ آغاز می‌کند. او می‌گوید در سال ۲۰۰۳ پنج مرد گسترده‌ای از رسانه‌ها را کنترل می‌کنند که نتها ۲۰ سال پیش به وسیله به وسیله ۵۰ مرد اداراه می‌شدند. بنجامین ام. کامپاین و داگلاس گومری در ویراست سوم از کتاب چه کسی صاحب رسانه هاهست در۲۰۰۰ اعلام کردند که پنج شرکت اصلی در صنعت ضبط موسیقی ۸۰ درصد از بازار ر تشکیل می‌دهند و در سالن‌های سینما شش استودیو ۹۰ درصد فروش در گیشه را دریافت می‌کنند. در سال۲۰۰۵ دو شرکت موسیقی در هم ادغام شدند که در نتیجه «چهار بزرگ» کل بازار موسیقی جهان، به استثنای ۱۸ درصد، را کنترل می‌کردند. به همین ترتیب، استودیوهای هالیوودی همچنان به کنترل ۹۰ درصد از بازار در سال۲۰۱۲ ادامه می‌دادند.

## دو مکتب فکری
صنعت رسانه در سال‌های اخیر کوورسازی شده تر و یکپارچه‌تر شده‌است. و آنچه کمتر مورد آن اطمینان داریم، پسایند این روند برای عملیات صنعت رسانه ای و فهم ما از آن‌ها است. عموماً دو مکتب فکری درمورد این مسئله وجود دارد.
یک موضع را می‌توان با برخی ملاحظات به صورت «کوور سازی معادل یکدست سازی است» توصیف کرد. مهم است بدانیم مسئله این نیست که این کوورها مستقیماً مالک چه چیزی هستند؛ بلکه، کوورسازی زمانی که شما شبکه‌های پیچیده و در هم تنیده‌ای که قدرت یکپارچه دارند را در نظر بگیرید هم معنا دارند؛ ارتباطات میان هیئت مدیره‌های شرکت‌ها و صاحبان کوورساز رسانه‌ها، از جمله این شبکه‌ها هستند و می‌بینیم چگونگی سرپرستگی تجاری هستنده‌های خبری طوری از آن‌ها می‌خواهند تا مجوز آگهی دهندگان و پشتیبانان را بگویند که تهیهٔ خبر را تحت تأثیر زد و بندها قرار می‌دهد.
مکتب فکری دیگری درمورد پیامدهای کوورسازی و یکپارچه سازی در عملیات صنایع رسانه ای به صورت مستقیم رو در رو مکتب قبلی قرار نمی‌گیرند؛ بلکه این مکتب می‌گوید که ما هنوز به اندازه کافی نمی‌دانیم و هنوز به اندازه بسنده مطالعات موردی فراتر از تولید خبر نداریم و هنوز شیوه ای برای تعیین نتایج جامعه جویانه ای که صنایع کوور سازی شده رسانه ای گاهی تولید می‌کنند نداریم که بتوانیم یک بیانیه محکم درمورد عملیات‌های درونی این کوورها بدهیم.

## هم افزایی
عمدتاً کوورها بر اساس سودرسانی به خود عمل می‌کنند، اما مقایس آن اغلب بسیار بزرگ‌تر از آن است که چنین میزانی از هماهنگی در آن باشد. کوورها در درون واحدها و بخش‌ها سازمان یافته‌اند و پاداش‌ها و ارزیابی‌ها طوری ساختار می‌یابد که افرادی که در آن‌ها کار می‌کنند درموردنیاز بخش‌های خودشان بیشتر از ملاحظات گسترده‌تر کوور حساسند. به‌طور مثال، کاآمدی معمولی در سطح یک تک بخش ارزیابی می‌شود (مثلا اینکه بخش فروش ویدیوی خانگی به اهداف فروش خود دست یافته یانه، و غیره) که به این معناست که کارورزان تمایل دارند تا عملکرد بخش خودشان را مهم‌تر از کوور بدانند. این باعث شده تا کوورها نتوانندهم افزایی هایی که قرار است کوورسازی بیافریند دست پیدا کنند.

## فرایند بین‌المللی
فرایند بین‌المللی شدن در عملیات کوورسازی رسانه‌ها از اهمیت بسیاری برخوردار است و فرایند مهمی در سودآوری شرکت‌های بزرگ به حساب می‌آید. از این منظر این نکته مهم است که امروزه بیشتر رسانه‌های دنیا در انحصار شرکت‌های بزرگ رسانه ای است و از اهداف این شرکت‌ها پیروی می‌کنند. هیچ امپراطوری در تاریخ کانال چند گانه رسانه ای شامل چند کانال تلویزیونی در اختیار نداشته که بتواند با صوت و تصویر  کنترل شده به اعماق جامعه نفوذ کند. هدایت‌کنندگان این شرکت‌های برتر هیتلرها و استالین‌ها نیستند. آن‌ها مؤسسان بنگاه‌های آمریکایی هستند که اربابانشان ابزارهایی را در کنترل دارند که مردمان عادی از طریق آنان از جامعهٔ خود با خبر می‌شوند. این بنگاه‌های اقتصادی مانند هر سلسله مراتب به هم تنیده شده به دنبال راه‌های همکاری هستند. شرکت‌های رسانه‌ای برتر از قصد انتخاب‌های مردم را محدود نکردند. دلیل اصلی آن که بزرگان رسانه به صاحبان عمدهٔ همهٔ رسانه‌ها تبدیل شده‌اند، همین فرصت‌ها و قابلیت‌هایی است که برای پیشرفت دو سویه در شکل‌دادن رسانه‌های مختلف وجود داد.

## امپریالیسم رسانه
جایگاه بسیار بالای کشورهای صنعتی و علی‌الخصوص آمریکا در تولید و اشاعه رسانه‌ها باعث شده بسیاری از صاحبان نظران از امپریالیسم رسانه ای سخن به میان می‌آورند. طبق این دیدگاه یک امپراطوری فرهنگی پا گرفته‌است و کشورهای کم توسعه یافته، سخت آسیب پذیرند چرا که فاقد منابعی برای حفظ استقلال فرهنگی خویش اند. این نگرانی ریشه در چیرگی جهان گستر نهادهای رسانه ای غربی دارد که به بیش از یک سده پیش بازمی‌گردد. افزون بر آن نگرانی‌ها دربارهٔ صنعت رسانه اغلب در پیش زمینه عملیات‌های نظامی آمریکایی در کشورهای دیگر شکل گرفته‌اند چون آمریکا تا جنگ جهانی دوم رسماً در اشغال سرزمین‌های خارجی یا امپریالیسم درگیر بود. طبق نظریات پسا استعمارگرایی و روایت نظری استوارت هال ازایدئولوژی و به ویژه هژمونی به روابط قدرتی اشاره می‌کند که از بالا به پایین نیست بلکه به واسطه سطحی از گفت و گو با موافقت و پذیرش افراد حفظ می‌شود. طبق همین نظر در حالی که استعمارگرایی به اشغال نظامی کشورهای دیگر اشاره دارد، پسا استعمارگرایی به معنای شکل پوشیده‌تر از اشغال است که به تهاجم نظامی نیاز ندارد بلکه در مقابل، با فرایندهای امپریالیسم رسانه ای و فرهنگی مرتبط است. بحث‌های هال دربارهٔ دستور زبان نژاد بیانگر این است که گروه‌ها و اقلیت قومی در فرهنگ‌های سفیدپوست غربی همچنان بر اساس گرایش نژادپرستانه به شکلی نادرست بازنمایی می‌شود. دستور زبان نژادی توسط متون رسانه ای همانند برنامه‌های مستند دربارهٔ روابط نژادی یا فیلم‌هایی دربارهٔ سیاه پوستان در جوامع سفیدپوست بیان می‌شود و تصاویر کنونی از اقلیت‌های قومی به منزله دیگری را یاز تولید می‌کند. علاوه بر آن نظریه‌شناس شرق‌شناسی ادوارد سعید، با نظریه‌های امپریالیسم فرهنگی و رسانه شباهت‌هایی داد. هرچند محققان امپریالیسم فرهنگی و رسانه ای جریان‌های اطلاعات و تبلیغات سیاسی را شناسایی کرده‌اند که عمدتاً از کشورهای غربی به سوی کشورهای غیر غربی جریان پیدا می‌کنند. به اعتقاد ادوارد سعید مشرق زمین توسط غرب به منزله یکی از عمیق‌ترین و تکراری‌ترین تصاویر دیگری درک شده‌است. طبق این نظریات تصویر بازنمایی شده از کشورهای شرقی در اختیار خود آن‌ها نیز قرار می‌گیرد و به شناخت آن‌ها از خودشان نیز تأثیر می‌گذارد. این نوع شناخت از خود با ارائه سبک زندگی آمریکایی که توسط تولیدات رسانه ای آمریکایی منتشر می‌شود شرایط جدیدی از «چند رگگی فرهنگی» را برای کشورهای کمتر توسعه یافته ایجاد می‌کند که در آن بخش‌هایی از یک فرهنگ یک کشوربا فرهنگ دیگر تلفیق می‌شود که این آمیختگی غالباً نامتوازن روی می‌دهد.